# Domus del Ninfeo
La domus del Ninfeo (III, VI, 1-3) è una domus risalente al IV secolo d.C., che si trova tra Porta Marina e la Domus dei Dioscuri, nella regione III della città romana di Ostia.

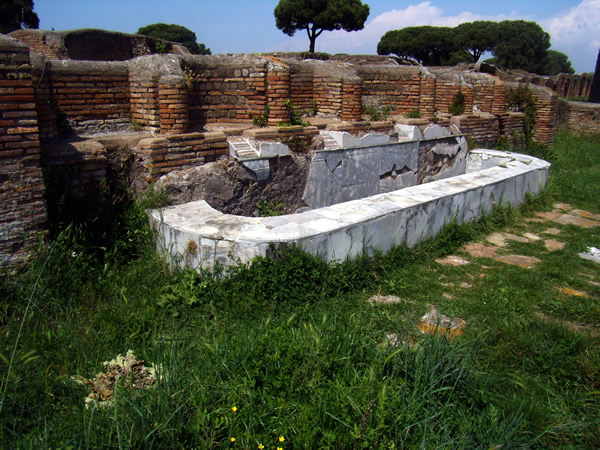
Vasca e ninfeo nel cortile della Domus

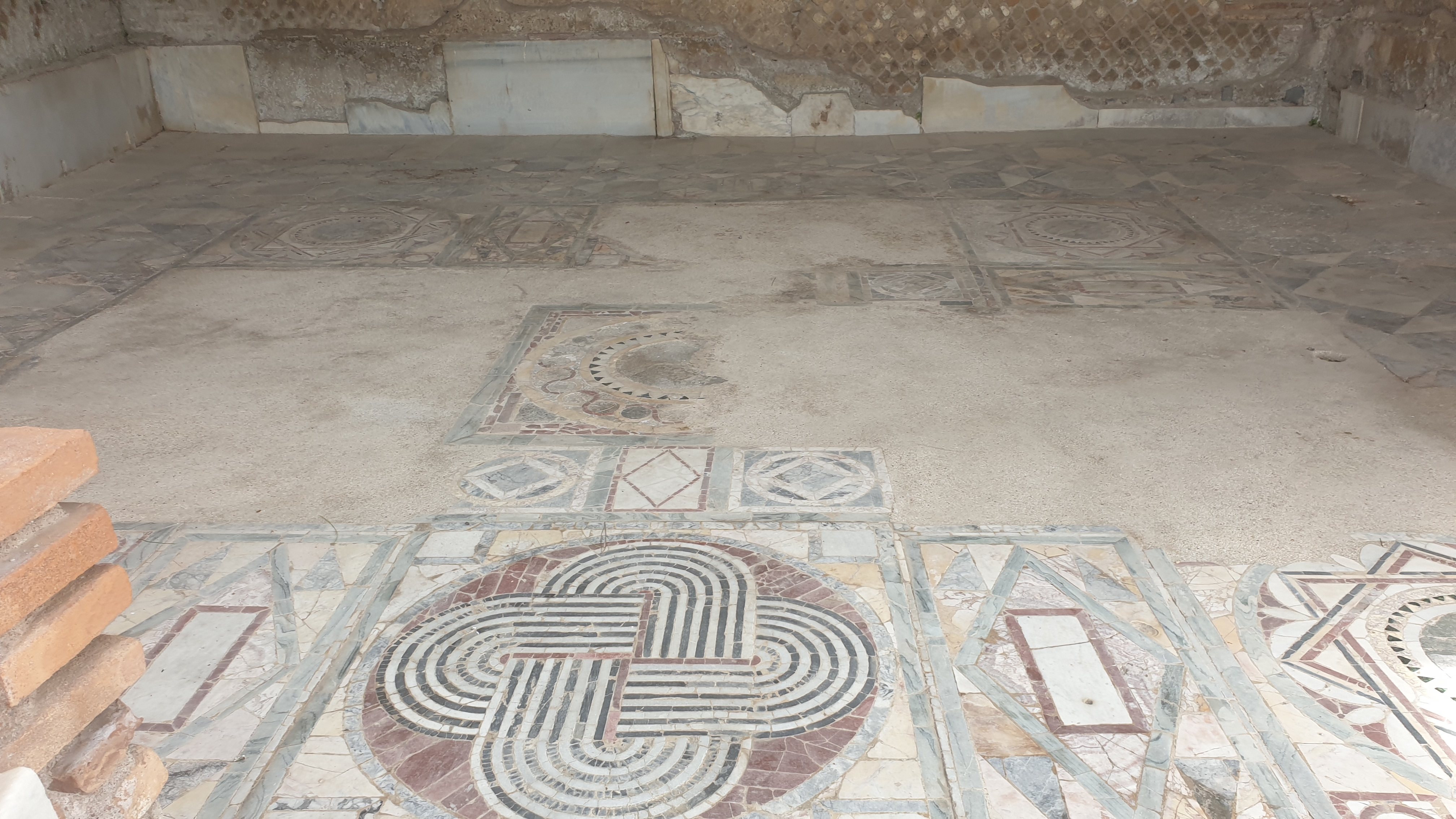
Marmo pavimentale

## Descrizione
La ricca domus, costruita su pre esistenti caseggiati del II secolo d.C., prende il nome da un ninfeo che si trova addossato alla parete settentrionale della Domus. L'ingresso principale si trovava sul lato meridionale dell'edificio, che dava sul Decumano Massimo, e un secondo ingresso si trovava sul lato settentrionale. Il piano superiore, destinato alla servitù, si raggiungeva tramite scale interne vicine all'ingresso principale.
Il lato settentrionale della domus era occupato da un ampio cortile rettangolare, dove si trovava il ninfeo; il cortile dava accesso agli ambienti interni, tra i quali due stanze, una ad est e l'altra ad ovest, riccamente decorate con marmi policromi, e un corridoio che riceveva luce dal cortile, attraverso tre finestre molto alte e larghe, separate da colonne di marmo.  Dietro il corridoio si trovano tre piccole stanze, con marmo sulle soglie e sulle pareti, e un'ulteriore stanza  absidata con un pavimento di opus sectile.
Due ampie sale, che fiancheggiavano l'ingresso su decumano massimo, permettevano l'accesso ad ampie sale padronali poste ad ovest, ed al piano superiore. L'edificio  aveva poi, lungo il lato meridionale, altri quattro ambienti indipendenti dalla domus, con l'ingresso su decumano massimo; probabilmente taberne.
Il ninfeo rappresentava l'elemento principale del cortile interno; era costituito da sette nicchie rettangolari e semicircolari, di fronte alle quali si trovano un podio e una vasca. La nicchia centrale è più grande delle altre e nelle nicchie ci sono resti di intonaco con tracce di vernice rossa e blu. Il podio, con piccoli gradini su cui scorreva l'acqua, e la vasca erano decorati con marmo. 
La grande sala orientale affaciava sul cortile con una trifora ed era abbellita  da una pavimento decorato con opus sectile policromo di alta qualità, mentre i due grandi ambienti sul lato meridionale della casa, originariamente erano decorati con affreschi con scene di vita agreste: degli schiavi che lavorano nei giardini fuori città che portano in offerta al dominus una parte del raccolto.